# Емануил Сигалас
Емануил (на гръцки: Εμμανουήλ) е гръцки духовник, поленински и кукушки митрополит от 2009 of 2021 година.

## Биография
Роден е в 1953 година със светското име Сигалас (Σιγάλας) в Ермуполи на Сирос, но по произход е от остров Аморгос, Гърция. Завършва гимназия в Ермуполи и в 1976 година богословие в Солунския университет. Ръкоположен е за дякон и презвитер през 1980 година на Тира от митрополит Гавриил Тирски. През март 1980 година става архимандрит и служи като проповедник в Тирската митрополия и преподавател в гимназията в Аморгос (1980-1983). На 1 септември 1983 година е прехвърлен в Тиванската и Левадийска епархия и преподава в гимназията на Теспия (1986-1992), на която от 1992 до 2009 година е директор.
На 12 октомври 2009 година е избран за поленински и кукушки митрополит с 47 гласа от 77 гласували срешщу архимандрит Йоан Тасиас с 19 гласа и Доротей Папарис с 0 гласа при 6 празни и 5 невалидни гласа. На 17 октомври 2009 година е ръкоположен за поленински и кукушки митрополит от архиепископ Йероним II Атински в съслужение с митрополитите Пантелеймон Ксантийски и Перитеорийски, Пантелеймон Берски и Негушки, Серафим Костурски, Павел Сервийски и Кожански, Дамаскин Димотишки и Орестиадски, Василий Еласонски, Макарий Валовищки, Епифаний Тирски и Аморгоски, Павел Драмски, Хрисостом Трифилски и Олимпийски, Теофил Левкадски и Итакски и Калиник Паронаксийски.
Умира в Солун на 1 март 2021 година.